# Viếng hồn trinh nữ
"Viếng hồn trinh nữ" là một bài thơ của thi sĩ Nguyễn Bính. Bài thơ sau đó được Trịnh Lâm Ngân phổ nhạc thành bài hát mang tên Hồn trinh nữ.

## Xuất xứ
Bài thơ được Nguyễn Bính sáng tác khoảng năm 1940, trong một lần cùng Vũ Trọng Can đứng ở căn nhà số 20 phố Hàng Ngang (Hà Nội), tình cờ thấy đám tang một cô gái mới 16 tuổi. Hôm sau, Nguyễn Bính đưa cho người bạn xem bài "Viếng hồn trinh nữ", viết về nỗi đau của những người ở lại. Tác phẩm nằm trong tập "Lỡ bước sang ngang" (1940), bao gồm 18 khổ, mỗi khổ 4 câu.

## Chuyển thể
Bài thơ sau đó được Trịnh Lâm Ngân phổ nhạc và đặt tựa là "Hồn trinh nữ" nổi tiếng qua tiếng hát của Dạ Hương thu âm trước 1975. Tác giả đã lược bỏ đi một số đoạn, nhưng vẫn bám sát nội dung và truyền tải được tinh thần của bài hát. Sau năm 1975, bài hát được một số ca sĩ thể hiện như Phi Nhung, Như Quỳnh, Hương Lan và gần nhất năm 2021, Phương Mỹ Chi thể hiện theo thể loại Lo-fi.

## Đánh giá
Hà Đình Nguyên của báo Thanh niên thì nhận xét, "trình độ siêu đẳng của Trịnh Lâm Ngân khi phổ từ thơ ra nhạc, bởi vì dù đã "dịch" thoát ý nhưng vẫn giữ lại được cái "hồn cốt" của bài thơ".